# Михельсон, Владимир Александрович
Влади́мир Алекса́ндрович Михельсо́н (18 [30] июня 1860, Тульчин, Подольская губерния (ныне Винницкая область Украины) — 27 февраля 1927, Москва) — русский и советский физик и геофизик, метеоролог, один из основоположников отечественной актинометрии, профессор. Ученик А. Г. Столетова

## Биография
Его отец, Александр Михайлович Михельсон (1825—1875), коллежский советник, гражданский инженер департамента земледелия и сельской промышленности умер, оставив жену, Марию Антуанету Федоровну, с пятью несовершеннолетними детьми: Владимир, Лев, Александр, Мария и Юлия. Старшие дети, Владимир и Лев в 1878 году окончили частную гимназию Креймана в Москве.
Владимир поступил в Петербургский институт инженеров путей сообщения. Однако очень скоро он перешёл в Московский университет, где на юридическом факультете начал обучаться его брат Лев. Окончил курс на физико-математическом факультете московского университета в 1883 году со степенью кандидата. Ученик А. Г. Столетова. Был оставлен при Московском университете для подготовки к профессорскому званию. В 1886 году зачислен приват-доцентом. В 1887 году был командирован за границу. Получив степень доктора физики в 1894 году, назначен профессором московского сельскохозяйственного института по кафедре физики и метеорологии. В 1895—1897 годах Михельсон организовал «Среднерусскую сельскохозяйственно-метеорологическую сеть», но в 1898 году из-за невыделения обещанных средств от ведения её отказался. С 1895 году он редактировал «Наблюдения Метеорологической Обсерватории Московского Сельскохозяйственного Института».
Михельсон первым применил методы статистической физики для определения функции распределения энергии в спектре излучения абсолютно чёрного тела. Обобщил эффект Доплера на случай, когда свет проходит через среду с изменяющимся показателем преломления. Установил зависимость скорости распространения волны горения от состава горючей газовой смеси (детонация и дефлаграция). Заложил основы теории взрывного горения и развил теорию горения газовой смеси в горелке Бунзена. Михельсон — один из основоположников отечественной актинометрии. Создал ряд актинометрических приборов (ледяной пиргелиометр, биметаллический актинометр и другие). Занимался также вопросами применения метеорологии в сельском хозяйстве.
Умер в 1927 году. Похоронен на Ваганьковском кладбище (12 уч.).

## Сочинения
- «Опыт теоретического объяснения распределения энергии в спектре твердого тела» (СПб., Париж и Лондон, 1887);
- «О нормальной скорости воспламенения гремучих газовых смесей» (M., 1890, диссертация);
- «О многообразии механических теорий физических явлений» (СПб., 1891);
- «О применении ледяного калориметра в актинометрии» (СПб., 1894);
- «Физика перед судом прошедшего и перед запросами будущего» (М. и Варшава, 1901);
- «Очерки по спектральному анализу» (Варшава, 1901);
- «Обзор новейших исследований по термодинамике лучистой энергии» (СПб., 1902).